# 江東病院
社会医療法人社団順江会 江東病院（しゃかいいりょうほうじんしゃだんじゅんこうかい こうとうびょういん）は、東京都江東区大島にある医療機関。医療法人による運営だが、設立時の経緯から三菱製鋼及び順天堂大学と関係が深い。東京都災害拠点病院の一つ。

## 沿革
三菱鋼材（1942年に三菱製鋼と合併し、三菱製鋼となる）は東京製作所に50床程度の病床を備えた社員用の診療所を持っていたが、太平洋戦争による空襲で焼失した。戦後になり、往時のような病床を持った診療所の再建をしたいと当時の順天堂医科大学学長であった有山登に相談したところ、「病院には規模というものがあり、都立病院もないところであるから、少なくとも150床以上の病院を建設すべきである」との助言を受けた。そうすると当初の予定地では狭いため、三菱製鋼の遊休地を利用して病院を建設することとした。有山は医療にかかる人材等の応援を約束し、初代院長として小池正朝（順天堂医科大学泌尿器科学教授）を派遣。また各部門に続々と医師等を送り込んだ。
病院については地元の強い要望などもあったことから一般にも開放することとし、病院名を「江東病院」とした。1967年7月1日に三菱製鋼が移転し、跡地に日本住宅公団が団地を建設したことから医療へのニーズはさらに高まることになった。
職員は三菱製鋼健康保険組合に加入し、同組合の提供する福利厚生を受けることができる。

## 年表
- 1955年3月21日 - 江東区大島6丁目482番地の現在地に開設。順天堂大学の関連病院となる[1]。初代院長に小池正朝就任。病床数151床（一般115、結核36）、職員120名
- 1957年4月 - 第1次増改築。病床数208床（一般168、結核40）
- 1965年 - 熱傷センター設置
- 1967年 - 第2次増改築。病床数240床（一般200、結核40）
- 1969年3月 - 2代院長に石倉武雄（順天堂大学耳鼻咽喉科学教授）就任（石倉は同月同大学を定年退職）
- 1972年 - 秋、結核病床40床を一般病床に転換。12月末、第3次増改築。外来診療室・待合室を拡張
- 1982年8月 - 3代院長に村松正久（外科部長）就任
- 1983年8月 - 新棟完成。病床数272床
- 2010年 - 改築を実施し、病床数を286床とする。回復期リハビリテーション病棟を新設
- 2014年4月 - 社会医療法人に認定

## 診療科
- 総合診療科
- 脳神経内科
- 循環器内科
- 呼吸器内科
- 消化器内科
- 腎臓内科
- 糖尿病内科
- 膠原病リウマチ内科
- メンタルクリニック
- 小児科
- 外科
- 整形外科
- 脳神経外科
- 麻酔科
- 眼科
- 皮膚科
- 耳鼻咽喉科
- 泌尿器科
- 婦人科

## 保険事項・指定機能
- 保険医療機関
- 救急告示医療機関
- 労災保険指定医療機関
- 指定自立支援医療機関（更生医療・育成医療・精神通院医療）
- 生活保護法指定医療機関
- 原子爆弾被害者一般疾病医療取扱医療機関
- 公害医療機関
- 母体保護法指定医の配置されている医療機関
- 災害拠点病院
- 臨床研修指定病院
- 特定疾患治療研究事業委託医療機関
- DPC対象病院
- 小児慢性特定疾患治療研究事業委託医療機関

## 交通アクセス
- 都営地下鉄新宿線大島駅下車、徒歩1分
- 都営バス亀24系統・草24系統大島駅前下車、徒歩2分
- 都営バス亀21系統大島駅前下車、徒歩5分

## 関連施設
- 東京綾瀬腎クリニック（葛飾区小菅4-8-2、腎臓内科・内科・人工透析）
- 江東病院附属在宅診療（江東区大島5-7-5　ヤマキビル5F）
- 訪問看護ステーションたんぽぽ（江東区大島6-8-24）
- 介護老人保健施設かがやきライフ江東（江東区枝川3-8-18）
- 認知症高齢者グループホームサンライズ（江東区枝川3-8-18）